# Jonny Otto
Jonathan Castro Otto (* 3. března 1994 Vigo), známý jako Jonny nebo Jonny Otto, je španělský profesionální fotbalista, který hraje na pozici krajního obránce za řecký klub PAOK Soluň. V roce 2018 odehrál také 3 utkání za španělský národní tým.
Svou kariéru zahájil v Celtě Vigo; v A-týmu debutoval ve věku 18 let a celkem v klubu odehrál 221 zápasů napříč všemi soutěžemi. V roce 2018 opustil rodné Španělsko a přesunul se do anglického Wolverhamptonu Wanderers.
Jonny debutoval ve španělské reprezentaci v roce 2018.

## Klubová kariéra

### Celta Vigo
Jonny se narodil ve Vigu v Galicii a je odchovancem místního klubu RC Celta de Vigo.
Jonny debutoval v La Lize 1. září 2012, a to při domácím vítězství 2:0 proti CA Osasuna. 5. listopadu prodloužil svou smlouvu s klubem do roku 2017.
Jonny se nadobro usadil v A-týmu na začátku sezóny 2013/14 po příchodu Luise Enriqueho na pozici trenéra. Během této sezóny se objevil ve 26 zápasech a 19. ledna 2015 opět prodloužil svůj kontrakt, tentokráte do roku 2019.
Jonny vstřelil svůj první gól 20. února 2016, podařilo se mu to při domácím vítězství 3:2 nad Eibarem. V sezóně odehrál 36 ligových utkání a pomohl týmu k šesté příčce a ke kvalifikaci do Evropské ligy UEFA.
Dne 18. ledna 2017 vstřelil Jonny vítězný gól v čtvrtfinálovém zápase proti Realu Madrid, díky čemuž Celta Vigo postoupila do dalšího kola.

### Atlético Madrid
Dne 25. července 2018 přestoupil do Atlética Madrid za částku okolo 7 miliónů euro a podepsal smlouvu na šest let.

### Wolverhampton Wanderers
Po přestupu do Atlética okamžitě odešel na roční hostování do anglického klubu Wolverhampton Wanderers. Svůj první zápas v Premier League odehrál 11. srpna, kdy hrál celý domácí zápas proti Evertonu.
Jonny vstřelil svůj první ligový gól 29. září 2018 při domácím vítězství 2:0 nad Southamptonem. 18. listopadu utrpěl zranění kolene při plnění reprezentačních povinností a očekávaný návrat byl plánován až na začátek roku 2019, ale zotavil se již za několik týdnů.
Jonny, který byl v první polovině sezóny pravidelným členem základní sestavy, přestoupil 31. ledna 2019 do Wolverhamptonu na trvalo za částku okolo 21 milionů euro. Podepsal smlouvu na čtyři a půl roku. V srpnu 2020, během zápasu Evropské ligy proti Olympiakosu, utrpěl zranění předního zkříženého vazu.
Jonny se vrátil na hřiště 7. února 2021, když odehrál první poločas ligového utkání proti Leicesteru City. Krátce poté podepsal novou smlouvu až do roku 2025.
4. dubna 2021 utrpěl Jonny při tréninku další vážné poranění předního zkříženého vazu na stejném koleni; musel tak vynechat zbytek sezóny.

## Reprezentační kariéra
Johnny byl poprvé povolán do španělské reprezentace 26. května 2015, na přátelský zápas s Kostarikou a na kvalifikační zápas na Euro 2016 proti Bělorusku. Do žádného z těchto zápasů však nenastoupil.
Jonny debutoval v reprezentaci až o více než tři roky později, 11. října 2018, a to v přátelském utkání proti Walesu na Millennium Stadium poté, co v 63. minutě vystřídal Césara Azpilicuetu.

## Statisiky

### Klubové
K 15. březnu 2021
| Klub                    | Sezóna  | Liga           | Liga   | Liga | Národní pohár | Národní pohár | Ligový pohár | Ligový pohár | Evropské poháry | Evropské poháry | Celkem | Celkem |
| Klub                    | Sezóna  | Liga           | Zápasy | Góly | Zápasy        | Góly          | Zápasy       | Góly         | Zápasy          | Góly            | Zápasy | Góly   |
| ----------------------- | ------- | -------------- | ------ | ---- | ------------- | ------------- | ------------ | ------------ | --------------- | --------------- | ------ | ------ |
| Celta Vigo              | 2012/13 | La Liga        | 19     | 0    | 1             | 0             | —            | —            | —               | —               | 20     | 0      |
| Celta Vigo              | 2013/14 | La Liga        | 26     | 0    | 2             | 0             | —            | —            | —               | —               | 28     | 0      |
| Celta Vigo              | 2014/15 | La Liga        | 36     | 0    | 3             | 0             | —            | —            | —               | —               | 39     | 0      |
| Celta Vigo              | 2015/16 | La Liga        | 36     | 1    | 8             | 1             | —            | —            | —               | —               | 44     | 2      |
| Celta Vigo              | 2016/17 | La Liga        | 30     | 0    | 8             | 1             | —            | —            | 12              | 0               | 50     | 1      |
| Celta Vigo              | 2017/18 | La Liga        | 36     | 2    | 4             | 0             | —            | —            | —               | —               | 40     | 2      |
| Celta Vigo              | Celkem  | Celkem         | 183    | 3    | 26            | 2             | —            | —            | 12              | 0               | 221    | 5      |
| Atlético Madrid         | 2018/19 | La Liga        | 0      | 0    | 0             | 0             | —            | —            | 0               | 0               | 0      | 0      |
| Wolverhampton Wanderers | 2018/19 | Premier League | 33     | 1    | 5             | 0             | 1            | 0            | —               | —               | 39     | 1      |
| Wolverhampton Wanderers | 2019/20 | Premier League | 35     | 2    | 2             | 0             | 0            | 0            | 11              | 0               | 48     | 2      |
| Wolverhampton Wanderers | 2020/21 | Premier League | 7      | 0    | 1             | 0             | 0            | 0            | —               | —               | 8      | 0      |
| Wolverhampton Wanderers | Celkem  | Celkem         | 75     | 3    | 8             | 0             | 1            | 0            | 11              | 0               | 95     | 3      |
| Celkem                  | Celkem  | Celkem         | 258    | 6    | 34            | 2             | 1            | 0            | 23              | 0               | 316    | 8      |

### Reprezentační
K 18. listopadu 2018
| Španělsko | Španělsko | Španělsko |
| Rok       | Zápasy    | Góly      |
| --------- | --------- | --------- |
| 2018      | 3         | 0         |
| Celkem    | 3         | 0         |

## Ocenění

### Reprezentační

#### Španělsko U19
- Mistrovství Evropy do 19 let: 2012[22]

#### Španělsko U21
- Mistrovství Evropy do 21 let: 2017 (druhé místo)[23]